# TinyOS

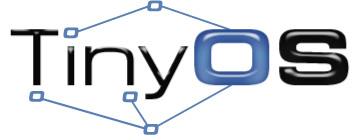
Logo de TinyOS

TinyOS es un sistema operativo de código abierto basado en componentes para redes de sensores inalámbricas. Está escrito en el lenguaje de programación nesC como un conjunto de tareas y procesos que colaboran entre sí. Está diseñado para incorporar novedades rápidamente y para funcionar bajo las importantes restricciones de memoria que se dan en las redes de sensores. TinyOS está desarrollado por un consorcio liderado por la Universidad de California en Berkeley en cooperación con Intel Research.

## Implementación
Las aplicaciones para TinyOS se escriben en nesC, un dialecto del lenguaje de programación C optimizado para las limitaciones de memoria de las redes de sensores. Existen varias herramientas que completan y facilitan su uso, escritas en su mayoría en Java y en Bash. Otras herramientas y librerías asociadas están escritas principalmente en C.

## Aplicación
TinyOS proporciona interfaces, módulos y configuraciones específicas, que permiten a los programadores construir programas como una serie de módulos que hacen tareas específicas. Los módulos de TinyOS proporcionan interfaces para los tipos estándar de entradas y salidas de hardware y sensores.